# Torbjörn Caspersson
Torbjörn Caspersson (ur. 15 października 1910 w Motala , zm. 7 grudnia 1997 ) – szwedzki chemik, cytolog, genetyk.

## Życiorys
W latach 30. studiował biofizykę i medycynę w Instytucie Karolinska w Sztokholmie lub na Uniwersytecie Sztokholmskim . W 1936 uzyskał tytuł doktora medycyny . Po ukończeniu studiów znalazł zatrudnienie w Instytucie Karolinska; wykładał tam biochemię i biofizykę . W 1944 został profesorem. Od 1944 do 1977 był dyrektorem Wallenberg Lab oraz Nobel Institute for Medical Cell Research and Genetics  . W 1950 założył czasopismo „Journal of Experimental Cell Research”. W 1977 został dyrektorem instytutu badań cytologicznych i genetyki na Wydziale Medycznym Karolinska Medical-Surgical Institute .

## Osiągnięcia naukowe
Pierwszy artykuł naukowy opublikował w 1932. W latach 30. wraz z Einarem Hammerstenem odkrył, że DNA jest makromolekułą, składającą się z wielu powtarzających się elementów . Później wraz z amerykańskim naukowcem Jackiem Schultzem badał obecność i funkcje kwasu nukleinowego w jądrze komórkowym; wspólnie doszli do wniosku, że kwas rybonukleinowy bierze udział w procesie tworzenia białek . Odkrycia tego dokonali niezależnie od Jeana Bracheta. Caspersson podsumował wyniki swoich badań nad komórkami w wydanej w 1950 pracy pt. Cell Growth and Cell Function . Był pionierem wykorzystania spektroskopii i mikroskopów ultrafioletowych w cytologii . Zajmował się też badaniami roli jąderka w syntezie protein . Wspólnie z badaczką Lore Zech opracował technikę prążkowania chromosomów, umożliwiającą identyfikację poszczególnych chromosomów.

## Wyróżnienia
Otrzymał doktorat honoris causa siedmiu uczelni: w Giessen, Gencie, Bostonie (MA), Turynie, Rotterdamie, Helsinkach i Benares. Dawał wykłady gościnne m.in. na Uniwersytecie Harvarda (1945) i New York University (1948). W 1973 Akademia Leopoldina przyznała mu nagrodę Schleidena. American Society of Cytology przyznało mu nagrodę im. Mauricego Goldblatta w 1973 i nagrodę im. Geoge Papanicolau w 1979. W 1979 otrzymał też Międzynarodową Nagrodę Balzana. Był członkiem realnym bądź honorowym licznych stowarzyszeń naukowych, m.in. Royal Society of London, Akademii Leopoldiny, Królewskiej Szwedzkiej Akademii Nauk czy Polskiej Akademii Nauk.